# Friedensdenkmal (Venezuela)

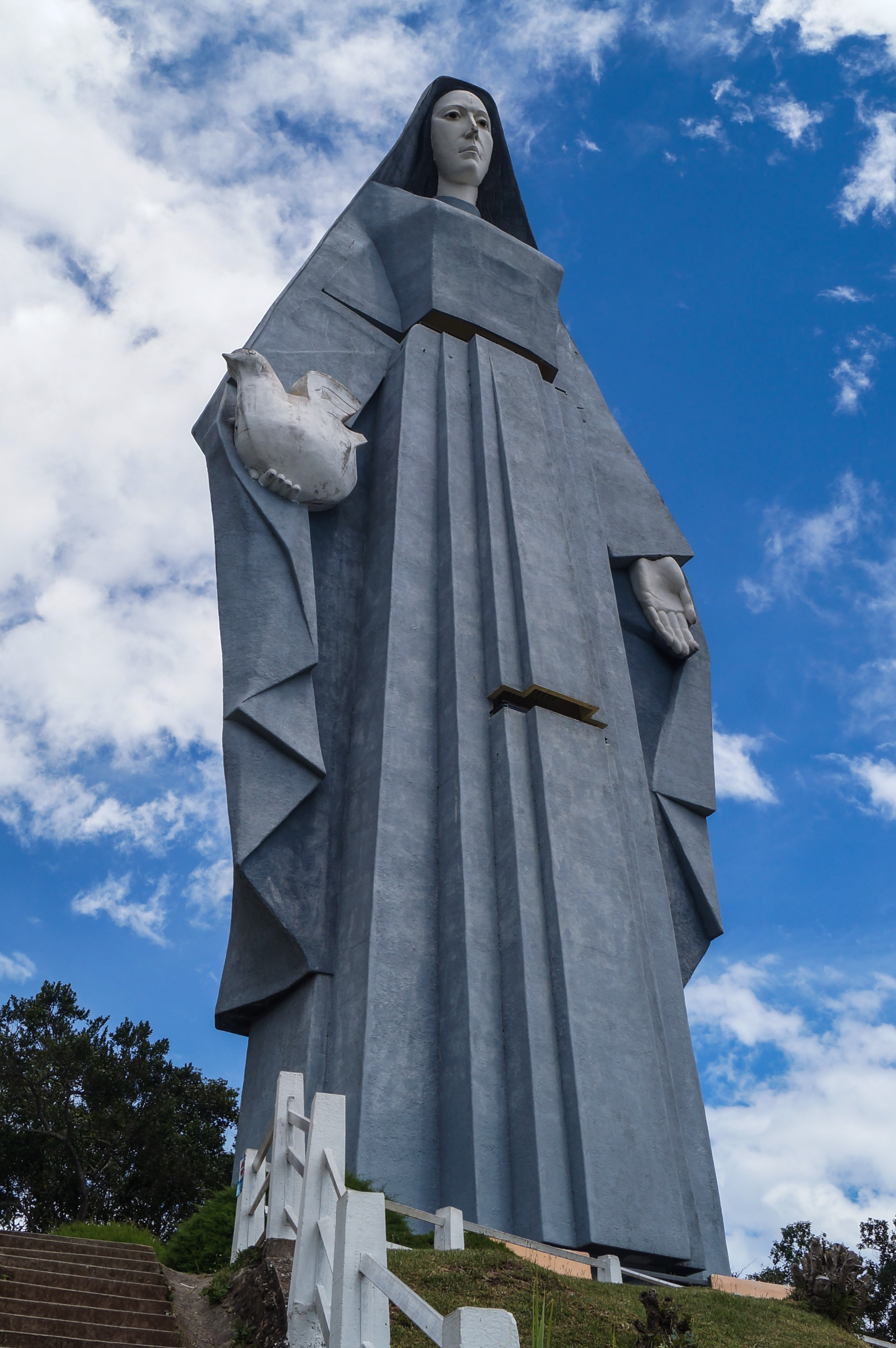
Monumento Virgen de La Paz

Das Friedensdenkmal (auch  Virgen de la Paz – Jungfrau des Friedens genannt) ist eine kolossale Gedenkskulptur der Jungfrau Maria aus Beton, die 11 km südwestlich der Stadt Trujillo in Venezuela errichtet wurde. Die Statue ist 46,72 Meter hoch, 16 Meter breit, 18 Meter tief an der Basis und hat ein Betongewicht von etwa 1200 Tonnen. Es ist die höchste Statue in Lateinamerika und auch höher als die Freiheitsstatue in New York in USA. Das Werk stammt von dem Bildhauer Manuel de la Fuente (* Cádiz, Spanien 1932; † Mérida, Venezuela 2010).
Das Denkmal befindet sich ebenfalls auf einer Höhe von 1600 Metern über dem Meeresspiegel in der sogenannten Peña de la Virgen – dort soll die Jungfrau im Jahr 1570 erschienen sein. Die Enklave aus Bergen und tropischer Vegetation bietet einen spektakulären Panoramablick auf die Region. Das Denkmal wurde am 21. Dezember 1983 vom damaligen Präsidenten von Venezuela Luís Herrera Campíns eingeweiht. Es besteht aus fünf Aussichtspunkten, von denen aus man an klaren Tagen fast den gesamten Bundesstaat Trujillo, einen Teil der Sierra Nevada de Mérida und die Südküste des Maracaibo-Sees, sehen kann.